# Brucknerallee 188 (Mönchengladbach)

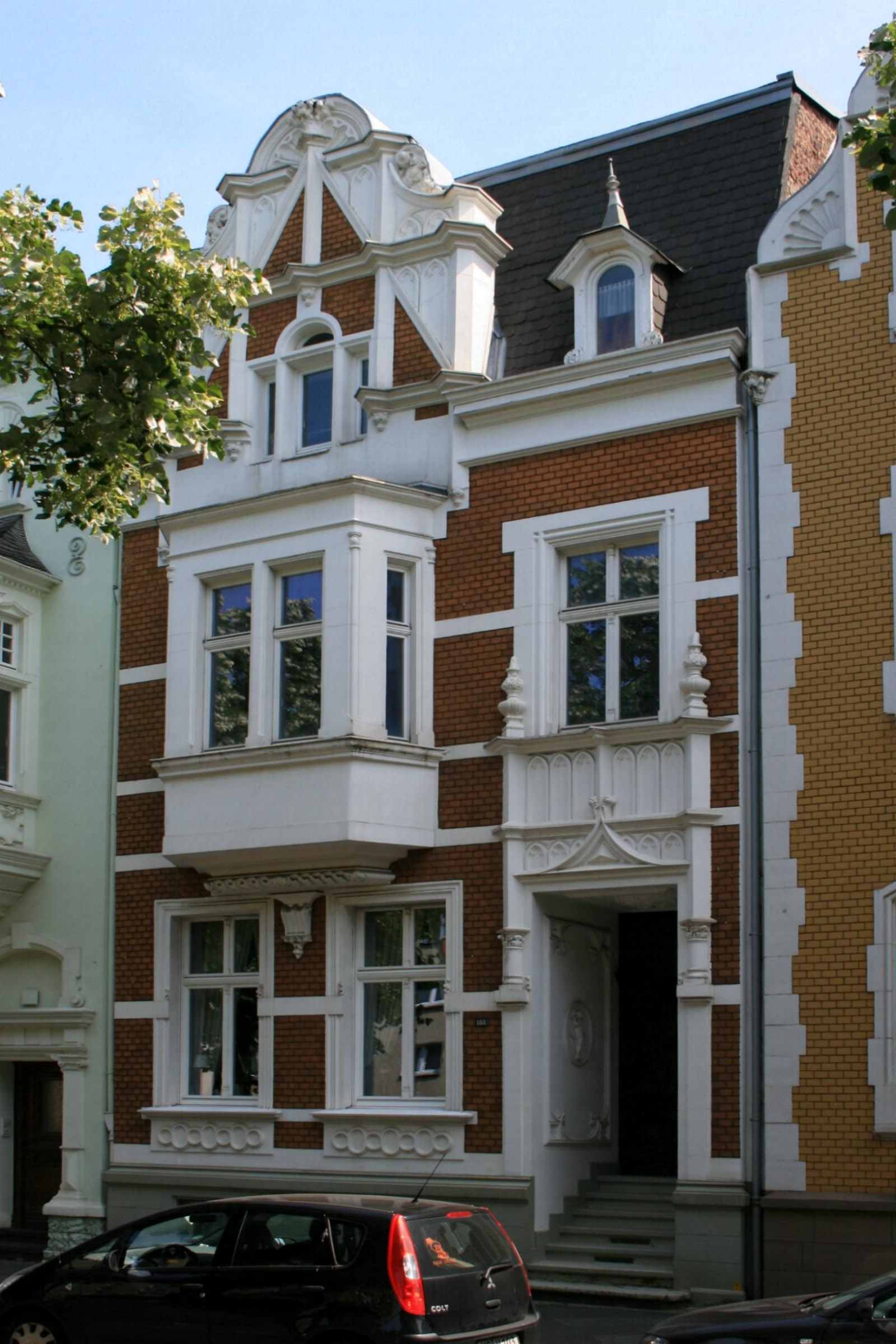
Wohngeschäftshaus (2010)

Das Wohngeschäftshaus Brucknerallee 188 steht im Stadtteil Rheydt in Mönchengladbach (Nordrhein-Westfalen).
Das Gebäude wurde 1899 erbaut. Es ist unter Nr. B 069 am 30. August 1988 in die Denkmalliste der Stadt Mönchengladbach eingetragen worden.

## Architektur
Das zweieinhalbgeschossige Wohnhaus mit steil geneigtem Satteldach wurde 1899 von einem Polizeikommissar als Spekulationsobjekt gebaut und sofort wieder veräußert. Architekt und Bauleiter des Reihen-Einfamilienhauses war ein Franz Fischer, der für eine nicht unwesentliche Anzahl von Planungen in diesem Teilstück der Brucknerallee verantwortlich zeichnet.
Die in gotisierendem Formenrepertoire aufgeführte Stuckfassade ist dreiachsig und durchgängig mit rot-braunen Klinkern verkleidet. Scheitrecht überdeckte Hochrechteckfenster bilden die vertikale, verbindende Putzbänder die horizontale Gliederung des Hauses. Über dem die Traufe verdeckenden Holzkastengesims wird die Dachfläche von einer Gaube mit originaler hölzerner Rundbogenrahmung durchbrochen. Auf dem vorkragenden Gaubendach befindet sich ein Dachreiter.